# Microgale drouhardi
Espèce
Répartition géographique
Statut de conservation UICN

 LC  : Préoccupation mineure
Microgale drouhardi, aussi appelée Musaraigne de Drouhard est une espèce de petit mammifère insectivore de la famille des Tenrecidae. Cette musaraigne est endémique de Madagascar.